# Крутиков Олексій Дмитрович
Олексій Дмитрович Крутиков (2 січня 1902, село Філяєво Грязовецького повіту Вологодської губернії, тепер Грязовецького району Вологодської області, Російська Федерація — 1962, місто Москва) — радянський державний діяч, заступник голови Ради міністрів СРСР, 1-й заступник народного комісара зовнішньої торгівлі СРСР. Кандидат у члени ЦК ВКП(б) у 1941—1952 роках. Депутат Верховної Ради СРСР 2-го скликання.

## Життєпис
Народився в селянській родині. У 1914 році закінчив двохкласну земську школу.
У серпні 1917 — листопаді 1921 року — учень телеграфіста, телеграфіст залізничної станції Вологда-Місто. З грудня 1921 по квітень 1924 року працював в господарстві батька в селі Філяєво та на лісозаготівлях.
З квітня по грудень 1924 року служив червоноармійцем 28-го стрілецького полку 10-ї територіальної дивізії Червоної армії.
У грудні 1924 — листопаді 1927 року — голова сільського споживчого товариства «Свободное» села Філяєво Вологодської губернії.
Член ВКП(б) з березня 1927 року.
У листопаді 1927 — листопаді 1928 року — інструктор Вологодської губернської Спілки споживчих товариств, у листопаді 1928 — липні 1930 року — інструктор, завідувач культурно-просвітницького відділу Вологодської окружної Спілки споживчих товариств.
У липні 1930 — березні 1931 року — секретар, заступник голови виконавчого комітету Кокшенгської районної ради Північного краю.
У березні — вересні 1931 року — голова районної Спілки споживчих товариств в селі Тарногський Городок Північного краю.
У вересні 1931 — вересні 1932 року — слухач Ленінградських вищих педагогічних курсів Центроспілки.
У вересні 1932 — квітні 1933 року — завідувач навчальної частини Псковського кооперативного технікуму. У квітні 1933 — квітні 1934 року — директор Новгородського навчального комбінату Північно-Західної Спілки споживчих товариств. У квітні 1934 — вересні 1936 року — директор Павловського технікуму радянської торгівлі Ленінградської області.
У вересні 1936 — січні 1938 року — слухач економічного відділення Інституту червоної професури, не закінчив.
У січні — березні 1938 року — завідувач відділу пропаганди і агітації Куйбишевського районного комітету ВКП(б) міста Ленінграда.
У березні — грудні 1938 року — завідувач відділу керівних партійних органів Ярославського обласного комітету ВКП(б).
У грудні 1938 року — інструктор відділу керівних партійних органів ЦК ВКП(б).
У грудні 1938 — 1940 року — заступник, у 1940 — березні 1946 року — 1-й заступник народного комісара зовнішньої торгівлі СРСР. У березні 1946 — 9 липня 1948 року — заступник міністра зовнішньої торгівлі СРСР.
9 липня — 28 грудня 1948 року — голова Бюро Ради міністрів СРСР з торгівлі та легкої промисловості. 28 грудня 1948 — 8 лютого 1949 року — голова Бюро Ради міністрів СРСР з торгівлі.
Одночасно 13 липня 1948 — 8 лютого 1949 року — заступник голови Ради міністрів СРСР.
8 лютого 1949 — листопаді 1951 року — заступник голови Бюро Ради міністрів СРСР з торгівлі.
У листопаді 1951 — березні 1953 року — начальник Управління з торгівлі нефондованими промисловими товарами Міністерства торгівлі СРСР.
У березні — серпні 1953 року — заступник міністра внутрішньої і зовнішньої торгівлі СРСР. У серпні 1953 — лютому 1954 року — заступник міністра торгівлі СРСР. У лютому — березні 1954 року — заступник голови Бюро Ради міністрів СРСР з торгівлі.
23 липня 1954 року виключений із КПРС через те, що його син Фелікс Крутиков, секретар радянської торгової місії у Франції, був оголошений французьким шпигуном і заарештований. У жовтні 1960 року відновлений в членах КПРС.
З серпня 1954 року — заступник начальника Головного управління оптової та дрібнооптової посилкової торгівлі Центроспілки.
Помер 1962 року в Москві. 

## Нагороди і звання
- два ордени Леніна
- медаль «За оборону Москви»
- медаль «За доблесну працю у Великій Вітчизняній війні 1941—1945 рр.»
- медалі